# After Dark (Aimerのアルバム)
『After Dark』（アフター・ダーク）は、Aimerの企画ミニアルバムである。

## 解説
イントロ曲を含む新曲4曲とリミックス1曲、そしてライブ音源7曲という構成である。初回盤は、星屑クリアトレイ仕様で12月22日の購入者限定Xmas Live応募ID・USTREAMチケットコード封入が封入された。

## 収録曲
1. After Dark　-prologue- (1:08)
作曲：玉井健二　編曲：玉井健二、飛内将大
2. ポラリス (6:05)
作詞：aimerrhythm　作曲：飛内将大　編曲：玉井健二、飛内将大
3. words (5:54)
作詞・作曲：阿部真央　編曲：玉井健二、百田留衣
4. AM02:00 (haruka nakamura La Nuit remix) (5:54)
作詞：aimerrhythm　作曲：宮川暢彦　編曲：玉井健二、Integral Clover　リミックス：haruka nakamura
5. After Rain (4:52)
作詞：aimerrhythm　作曲：玉井健二、KOMODA　編曲：玉井健二、釣俊輔
6. Amazing Grace (Live in church ver.) (2:14)
作詞：ジョン・ニュートン　作曲：不詳
7. あなたに出会わなければ〜夏雪冬花〜 (Live in church ver.) (6:55)
作詞：aimerrhythm　作曲：百田留衣　編曲：玉井健二、百田留衣
8. 今日から思い出 (Live in church ver.) (6:16)
作詞：aimerrhythm　作曲：飛内将大　編曲：玉井健二、飛内将大
9. 星屑ビーナス (Live in church ver.) (4:22)
作詞：aimerrhythm　作曲：飛内将大　編曲：玉井健二、飛内将大
10. 寂しくて眠れない夜は (Live in church ver.) (6:03)
作詞：aimerrhythm　作曲・編曲：飛内将大
11. RE:I AM (Live in church ver.) (5:53)
作詞・作曲・編曲：澤野弘之
12. 六等星の夜 (from Live at anywhere) (5:27)
作詞：aimerrythm　作曲・編曲：飛内将大

## アルバム参加ミュージシャン
- プログラミングと楽器演奏 - 飛内将大 (M1-2)、百田留衣 (M3)、釣俊輔 (M5)、haruka nakamura (M3)
- ヴァイオリン - rie nemoto (M4)
- ピアノ - 野間康介 (M6-11)
- キーボード - 横山裕章 (M12)

## 制作クレジット
- プロデューサー - 玉井健二
- A&R: Toru Takeuchi
- Directed & Organized - 鳥巣亮太、森岡英貴 (agehasprings)
- エグゼクティブ・プロデューサー - 村松俊亮、岸本俊一、玉井健二
- レコーディング・エンジニア - 森真樹 (M1-3, M5)
Recorded at Splash Sound Studio (M1, M5), prime sound studio form (M2-3), Studio Device (M1-3, M5)
Recorded at Aimer Live in church Tokyo stage (2013/4/11) (M6-11)
Recorded at Aimer Internet Live “Live at anywhere vol.2” (2011/10/12) (M12)

- ミキシング・エンジニア - 関根青磁 (M1-3, M5)、森真樹 (M6-12)
Mixed at Tune Studio (M1-3, M5), Splash Sound Studio (M6-12)

- マスタリング・エンジニア - 茅根裕司
Mastering at Sony Music Studio Tokyo
- アート・ディレクション＆デザイン - 松田剛
- フォトグラファー - 加藤アラタ
- スタイリスト - 赤石侑香
- ヘアメイクアーティスト - 大西あけみ

## リリース日一覧
| 地域 | リリース日     | レーベル        | 規格                   | カタログ番号  | 備考                       |
| ---- | -------------- | --------------- | ---------------------- | ------------- | -------------------------- |
| 日本 | 2013年11月20日 | DefSTAR RECORDS | 12cmCD                 | DFCL-2046     |                            |
| 日本 | 2013年11月20日 | DefSTAR RECORDS | デジタル・ダウンロード | 4560429725930 | mora                       |
| 日本 | 2013年11月20日 | DefSTAR RECORDS | デジタル・ダウンロード | A34448026     | レコチョク                 |
| 日本 | 2013年11月20日 | DefSTAR RECORDS | デジタル・ダウンロード | 735930592     | iTunes Store               |
| 日本 | 2014年4月1日   | DefSTAR RECORDS | デジタル・ダウンロード | A34448026     | レコチョク AAC 128/320kbps |
| 日本 | 2014年4月1日   | DefSTAR RECORDS | デジタル・ダウンロード | 4560429725930 | mora AAC-LC 320kbps        |
| 日本 | 2014年4月3日   | DefSTAR RECORDS | デジタル・ダウンロード | B00GLWAE4I    | Amazon.co.jp               |

## タイアップ
| 曲名           | タイアップ                                      |
| -------------- | ----------------------------------------------- |
| 「After Rain」 | PLANTE SYSTEM『ミセラークレンジング水』CMソング |

## 購入者特典
- Aimer「After Dark」告知ポスター[7]
- TOWER RECORDSオリジナル特典：カレンダーポスター TOWER RECORDS ver.
- TSUTAYAオリジナル特典：カレンダーポスター TSUTAYA ver.
- ローソンHMVオリジナル特典：カレンダーポスター ローソンHMV ver.
- TOWER RECORDS 渋谷店・新宿店　購入者特典ライブ 12月1日「TOWER OF LOVERS Vol.2」ご招待

## カバー
| 曲名      | リリース      | アーチスト | 収録作品                    | 備考           |
| --------- | ------------- | ---------- | --------------------------- | -------------- |
| 「words」 | 2015年2月18日 | 阿部真央   | ミニアルバム『おっぱじめ!』 | セルフ・カバー |